# سكوت غرين (عضو مجموعة ضغط)
سكوت غرين (بالإنجليزية: Scott Green)‏ هو عضو مجموعة ضغط أمريكي، ولد في 20 فبراير 1951 في Doylestown, Pennsylvania ‏ في الولايات المتحدة.